# Staleochlora viridicata
Staleochlora viridicata är en insektsart som först beskrevs av Jean Guillaume Audinet Serville 1838.  Staleochlora viridicata ingår i släktet Staleochlora och familjen Romaleidae.

## Underarter
Arten delas in i följande underarter:
- S. v. paraguayensis
- S. v. orientalis
- S. v. viridicata